# كريس هام
كريس هام (بالإنجليزية: Chris Ham)‏ هو عالم سياسة بريطاني، ولد في 15 مايو 1951.